# Sestaione
Sestaione, è il nome di un torrente della Toscana, principale affluente di destra della Lima, lungo poco più di 10 chilometri.
Per tutto il suo tracciato, scorre all'interno del comune di Abetone Cutigliano, in provincia di Pistoia.
Il fiume è rinomato per la pesca di trote ed è attraversato dalla Strada statale 12 dell'Abetone e del Brennero nella frazione Casotti-Ponte Sestaione, ove è presente l'omonimo ponte da cui prende il nome la località.
La sorgente è situata sotto il Lago Nero, sempre nel territorio del comune di Abetone Cutigliano. Le infiltrazioni del lago nel terreno originano le sorgenti da cui nasce.